# Hans Walter David
Hans Walter David   (Mönchengladbach, 26 de març de 1893 - 1942) al camp de concentració de Majdanek) va ser un compositor alemany.

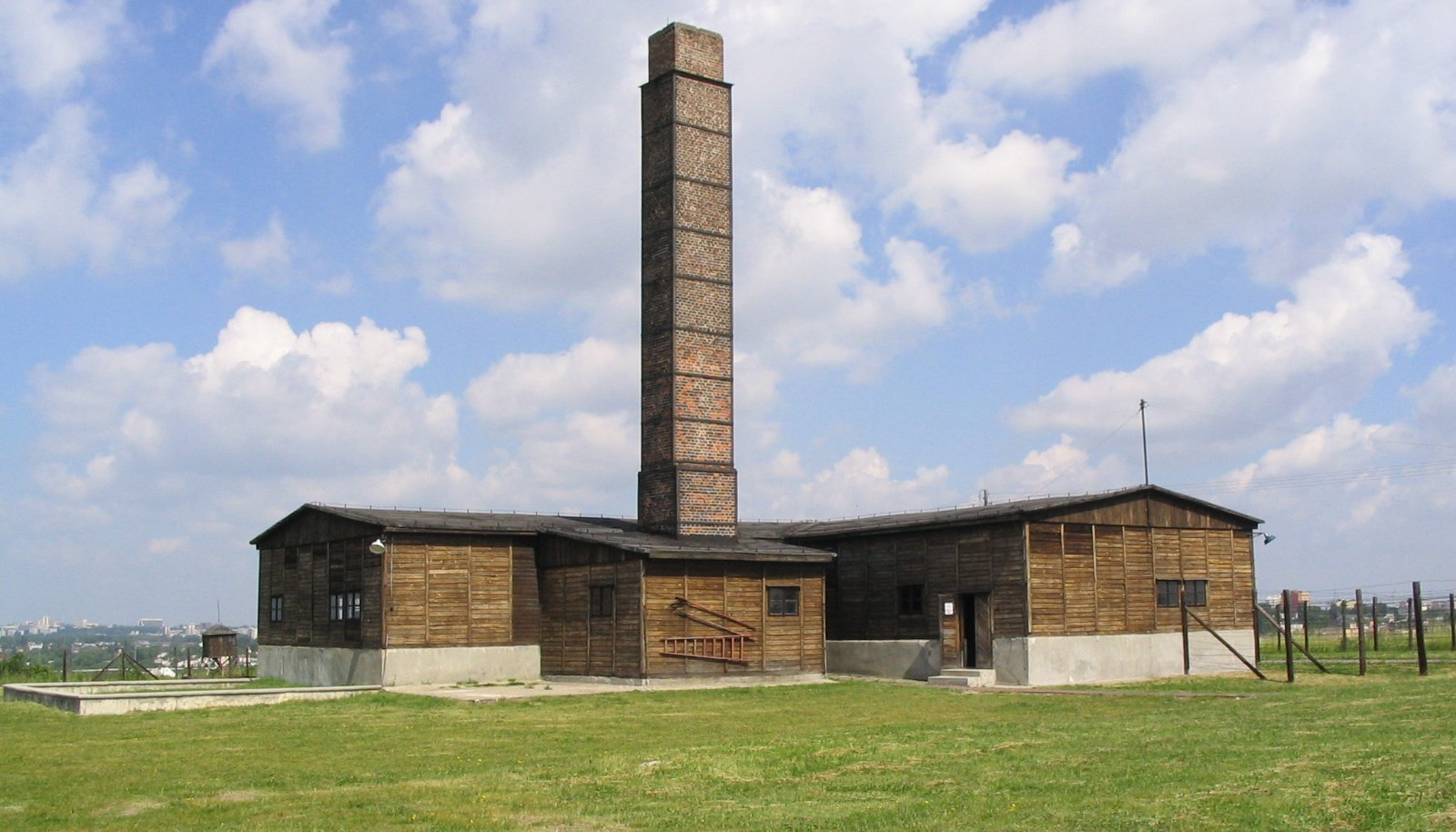
Crematori de Majdanek; avui museu on fou assassinat Hans Walter David

David va ser perseguit com a comunista jueu a l'Alemanya nacionalsocialista, primer va emigrar a la Unió Soviètica, però el 1940 va ser extradit a Alemanya com a víctima de purgues estalinistes i assassinat al camp de concentració de Majdanek.

## Biografia
David, fill d'un membre judicial, treballava com a compositor independent mentre estudiava dret i música a Múnic fins i tot abans de la Primera Guerra Mundial. El 1914 es va oferir voluntari, va lluitar com a artiller fins al final de la guerra el 1918 i va ser guardonat amb la Creu de Ferro de 1a Classe, entre altres coses. El 1918 va patir fortes congelacions a Masúria. El 1919 David es va convertir en membre del Partit Comunista d'Alemanya (KPD) i va començar a estudiar música a la Universitat Estatal de Música de Berlín. Durant aquest temps, David va estar molt involucrat en el moviment estudiantil comunista.
El 1924 David va ser contractat per la "Schauspielhaus Düsseldorf" com a director d'orquestra, on va treballar fins que els nacionalsocialistes van arribar al poder el 1933. El 1933, com a jueu, se li va prohibir continuar treballant i va emigrar primer a França i després a Itàlia. El 1935 David i la seva dona Lina, nascuda, Nathan, van viatjar a la Unió Soviètica per invitació de la Unió Soviètica de Compositors i s'hi van establir. El maig de 1936, David va rebre un contracte del Comitè d'Afers d'Art com a inspector estatal de música de la República Autònoma del Volga Alemanys, director musical general i director artístic del Cor Estatal Alemany de la ciutat d'Engels.
El 5 de novembre de 1937, David va ser arrestat i severament torturat pel Comissariat del Poble per a Assumptes Interns (NKVD) en el transcurs de l'anomenada "Operació Alemanya". La seva dona va ser expulsada i va anar a Bèlgica. Segons algunes fonts, la detenció de David es va deure a una de les seves composicions, dedicada a Stalin com a felicitació d'aniversari, però que es va compondre amb la música de dotze tons ostracitzada. David va ser condemnat a cinc anys en un camp de treball per presumpte espionatge a Alemanya, però el 1940 va ser extradit a Alemanya. Això es va produir en aplicació de les disposicions del pacte germano-soviètic de no-agressió del 23 d'agost de 1939, que preveia, entre altres coses, que la Unió Soviètica extradís a Alemanya uns 4.000 alemanys que havien fugit a la URSS (inclosos 1.000 comunistes).
Alliberat de la custòdia soviètica, David va ser immediatament enviat al gueto de Lublin, a la Polònia ocupada pels alemanys, com a jueu, on es va veure obligat a exercir diverses funcions al Consell jueu. El 1942 David va ser arrestat per la Gestapo i internat al camp de concentració de Majdanek, on va ser assassinat a la cambra de gas el mateix any.